# Liste der dänischen Meister im Skispringen
Die Liste der dänischen Meister im Skispringen listet alle Sieger bei dänischen Meisterschaften im Skispringen auf.

## Wettbewerbe
Die Meisterschaften wurden von 1946 bis 1970  möglicherweise auf K30 bis K35 Schanzen ausgetragen.

### Herren Winter
| Jahr | Austragungsort    | Disziplin | Meister                   | Vize             | Dritter               |
| ---- | ----------------- | --------- | ------------------------- | ---------------- | --------------------- |
| 1946 | Søllerød          | Einzel    | Erik Holst                | NB               | NB                    |
| 1948 | Søllerød          | Einzel    | Erik Fridberg             | Erik Holst       | Niels Bjerg           |
| 1948 | Søllerød          | Junioren  | Jorgen Sather             | Orla Gee         | NB                    |
| 1949 | Søllerød          | Einzel    | Erik Holst                | Erik Fridberg    | Jannik Ipsen          |
| 1949 | Søllerød          | Junioren  | Palle Ravn                | NB               | NB                    |
| 1956 | Søllerød          | Einzel    | NB                        | NB               | NB                    |
| 1957 | Danebu (Norwegen) | Einzel    | Ebbe Holm (inoffiziell) 1 | NB               | NB                    |
| 1958 | Unbekannt         | Einzel    | Hans Knudsen              | NB               | NB                    |
| 1960 | Søllerød          | Einzel    | Hans Knudsen              | NB               | NB                    |
| 1962 | Søllerød          | Einzel    | Hans Knudsen              | Tom Klokhom      | Nils Peter Alberthsen |
| 1963 | Søllerød          | Einzel    | Tom Klokholm              | NB               | NB                    |
| 1964 | Unbekannt         | Einzel    | Tom Klokholm              | NB               | NB                    |
| 1965 | Danebu (Norwegen) | Einzel    | Tom Klokholm              | Ebbe Cortsen     | Niels Petersen        |
| 1967 | Hjørring          | Einzel    | Peter Jacobi              | Tom Klokholm (?) | NB                    |
| 1968 | Hjørring          | Einzel    | Ebbe Cortsen              | Peter Jacobi     | NB                    |
| 1969 | Hjørring          | Einzel    | Tom Klokholm              | Åge Klokholm     | Peter Jacobi          |
| 1970 | Søllerød          | Einzel    | Nils Peter Albertsen      | Peter Jacobi     | NB                    |

NB steht für „nicht bekannt“

### Medaillengewinner
|    | Sieger               | Gold | Silber | Bronze |
| -- | -------------------- | ---- | ------ | ------ |
| 1. | Tom Klokholm         | 4    | 2      | 0      |
| 2. | Hans Knudsen         | 3    | 0      | 0      |
| 3. | Erik Holst           | 2    | 1      | 0      |
| 4. | Peter Jacobi         | 1    | 1      | 1      |
| 5. | Erik Fridberg        | 1    | 1      | 0      |
| 6. | Nils Peter Albertsen | 1    | 0      | 1      |
|    | Ebbe Cortsen         | 1    | 0      | 1      |
| 8. | Åge Klokholm         | 0    | 1      | 0      |
| 9. | Niels Bjerg          | 0    | 0      | 1      |
|    | Jannik Ipsen         | 0    | 0      | 1      |
|    | Niels Petersen       | 0    | 0      | 1      |